# Archiwum Uniwersytetu Wrocławskiego

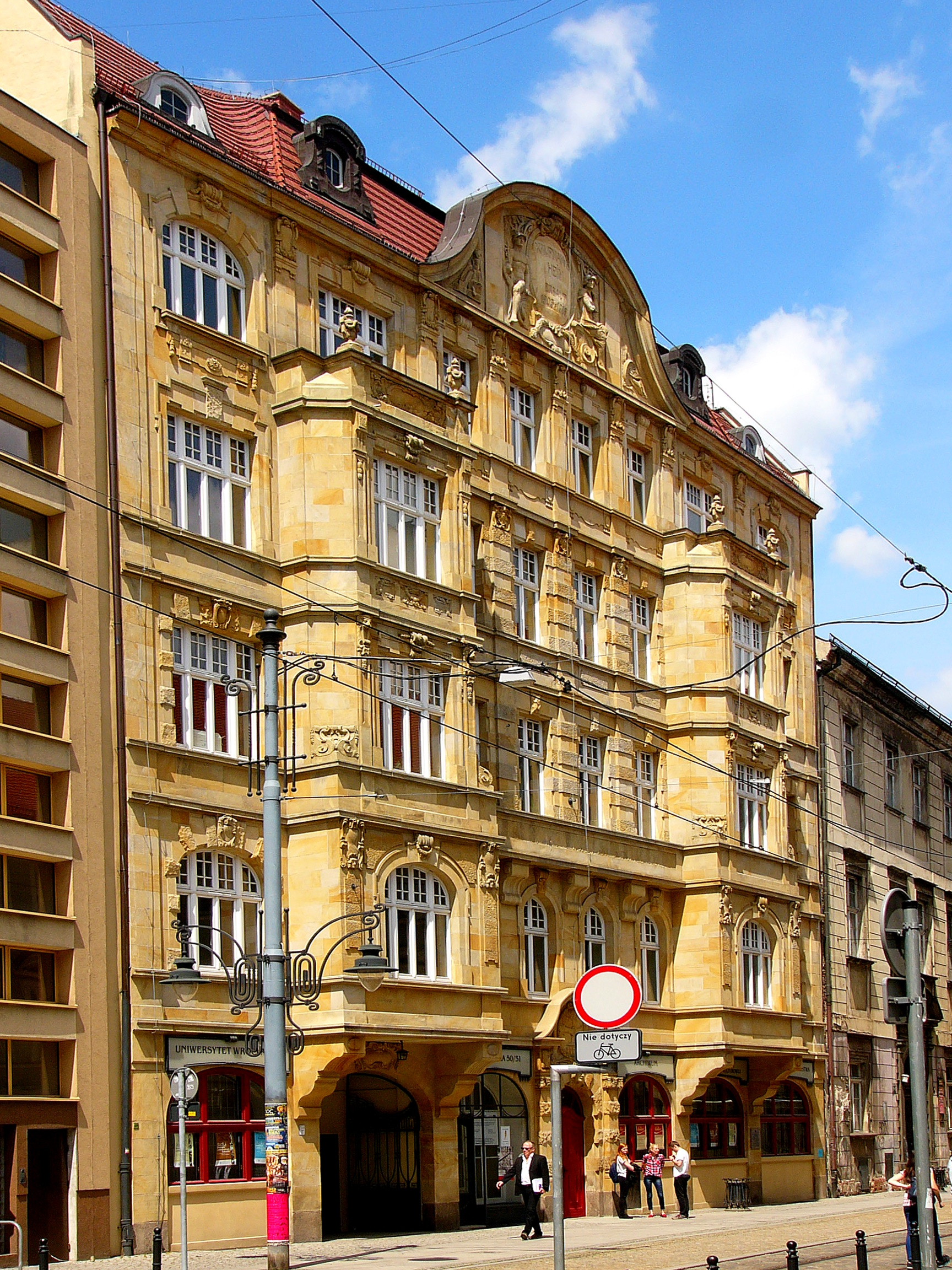
Archiwum Uniwersytetu Wrocławskiego

Archiwum Uniwersytetu Wrocławskiego – archiwum, a jednocześnie jednostka ogólnouczelniana Uniwersytetu Wrocławskiego, zajmujące się gromadzeniem zbiorów dotyczących jego przeszłości oraz poprzedników tej uczelni, a także akt studenckich i pracowników uczelni. Zostało założone 1 października 1950 roku. Mieści się obecnie w zabytkowej kamienicy przy ul. Szewskiej 50/51 we Wrocławiu.

## Historia
Archiwum Uniwersytetu Wrocławskiego powstało w 6 czerwca 1931 roku na wniosek ówczesnego rektora tej uczelni prof. Ernsta Lohmeyera. Senat podjął uchwałę o zorganizowaniu uczelnianej placówki archiwalnej, która miała zajmować się gromadzeniem akt o wartości historycznej. Do tej pory przechowywano jedynie dokumenty i spuściznę pruskiego Uniwersytetu Leopoldiny. Z kolei akta rektorskie i senackie gromadzono w sekretariacie uczelni, zaś akta wydziałowe spoczywały pod nadzorem dziekanów w archiwach podręcznych. Część akt, głównie po uczelni austriackiej, znajdowała się w zasobach Biblioteki Uniwersyteckiej i Archiwum Państwowego. Te ostatnie uległy zniszczeniu w dniach Festung Breslau (VIII 1944 – V 1945). W czasie oblężenia akta zgromadzono początkowo w wieży w gmachu głównym uczelni, a potem na parterze.
Zabezpieczeniem zasobu po II wojnie światowej zajęli się członkowie kierowanej przez prof. Stanisława Kulczyńskiego Grupy Kulturalno-Oświatowej, a w szczególności pierwszy dyrektor Biblioteki Uniwersyteckiej dr Antoni Knot. Bezsprzecznie jednak zasób ocalił, scalił oraz stworzył polskie Archiwum Uniwersytetu Wrocławskiego przybyły ze Lwowa prof. Teofil Modelski, historyk i archiwista. Społecznie, w ciężkich warunkach, pracował nad archiwaliami niemieckimi, w latach 1946–1950, będąc jednocześnie dziekanem Wydziału Humanistycznego UWr. Napisał on w swojej notatce:

Z chwilą przejścia mego na emeryturę z dniem 30 września 1950 roku. Ministerstwo Szkół Wyższych i Nauki zleciło Rektorowi Uniwersytetu zająć mnie w Archiwum Uniwersyteckim. Stało się to zapewne ze względu na to, że Archiwum Uniwersyteckim zajmowałem się od połowy 1946 roku, a Senat Uniwersytetu i Politechniki na posiedzeniu 1 lutego 1947 roku, uchwalając utworzenie Archiwum obejmującego akta poniemieckie obu wrocławskich szkół wyższych, ocalałe częściowo z zawieruchy wojennej, ale w stanie zupełnego pomieszania i zniszczenia, powierzył mi nadzór i opiekę nad tymi aktami. Akta te należało uporządkować możliwie jak najrychlej, ponieważ ustawicznie napływały i mnożyły się zapytania petentów, jak też i władz z kraju i zagranicy w sprawie studiów i egzaminów odbytych w jednej i drugiej szkole, na które należało udzielać odpowiedzi. Z tego też powodu 8 września 1950 roku wystąpił Rektorat do Ministerstwa z wnioskiem o uprawomocnienie i uznanie istniejącego de facto Archiwum. Przyznano mi etat w 3 grupie uposażeniowej pracowników naukowych dla Archiwum Uniwersyteckiego we Wrocławiu, pełnię od 1 października 1950 r. funkcję dyrektora Archiwum Uniwersyteckiego, podczas gdy do tego czasu zajmowałem się pracą porządkowania Archiwum i załatwiania spraw bieżących bezinteresownie, uważając ją za dobrowolnie podjętą pracę społeczną.

Początkowo w Archiwum znajdowały się tylko akta poniemieckie. Dopiero 1 września 1953 roku trafiły tu pierwsze dokumenty wytworzone przez władze polskiej uczelni. Archiwum zyskało wtedy status Składnicy Akt Polskich. Od marca 1958 roku Archiwum stało się państwową jednostką z prawem wieczystego przechowywania akt.
Ważnym wydarzeniem było przekształcenie w 1989 roku Archiwum z komórki administracyjnej w jednostkę ogólnouczelnianą. W drugiej połowie lat 90. XX wieku jednostka zyskała obecną siedzibę przy ul. Szewskiej 50/51 i wyposażenie w regały kompaktowe.

## Struktura

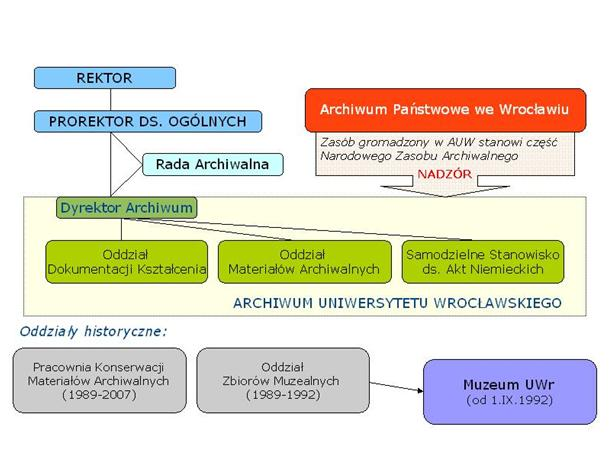
Struktura organizacyjna Archiwum UWr

## Zasoby
Archiwum Uniwersytetu Wrocławskiego należy do największych i najbogatszych w Polsce. Gromadzi trzy zespoły akt:
- akta niemieckiego uniwersytetu z lat 1811–1945
- akta Szkoły Technicznej we Wrocławiu za lata 1910–1945
- akta powojennego polskiego uniwersytetu od 1945 roku

Ostatni z tych zasobów szacuje się na 3000 mb. Podczas gdy łącznie z archiwaliami poniemieckimi całość przechowywanych akt to blisko 3500 mb.

## Dyrekcja
- 1950-1960: prof. dr hab. Teofil Modelski
- 1960-1969: dr Aleksander Kania
- 1969-1991: dr Józef Drozd
- 1991-2001: dr Leonard Smołka
- od 2001: dr Teresa Suleja